# Sublegatus
Sublegatus é um gênero de aves da família Tyrannidae.
Ele contém as seguintes espécies:
| Imagem | Nome científico      | Distribuição |
| ------ | -------------------- | --- |
|        | Sublegatus arenarum  | Aruba, Brasil, Colômbia, Costa Rica, Guiana Francesa, Guiana, Antilhas Holandesas, Panamá, Suriname, Trinidad e Tobago e Venezuela. |
|        | Sublegatus modestus  | Argentina, Bolívia, Brasil, Paraguai, Peru e Uruguai                                                                                |
|        | Sublegatus obscurior | Brasil, Colômbia, Equador, Guiana Francesa, Guiana, Peru, Suriname e Venezuela                                                      |

1. 1 2  «Sublegatus». Catalogue of Life. Species 2000: Leiden, the Netherlands. Consultado em 27 de maio de 2025